# Univers-màquina

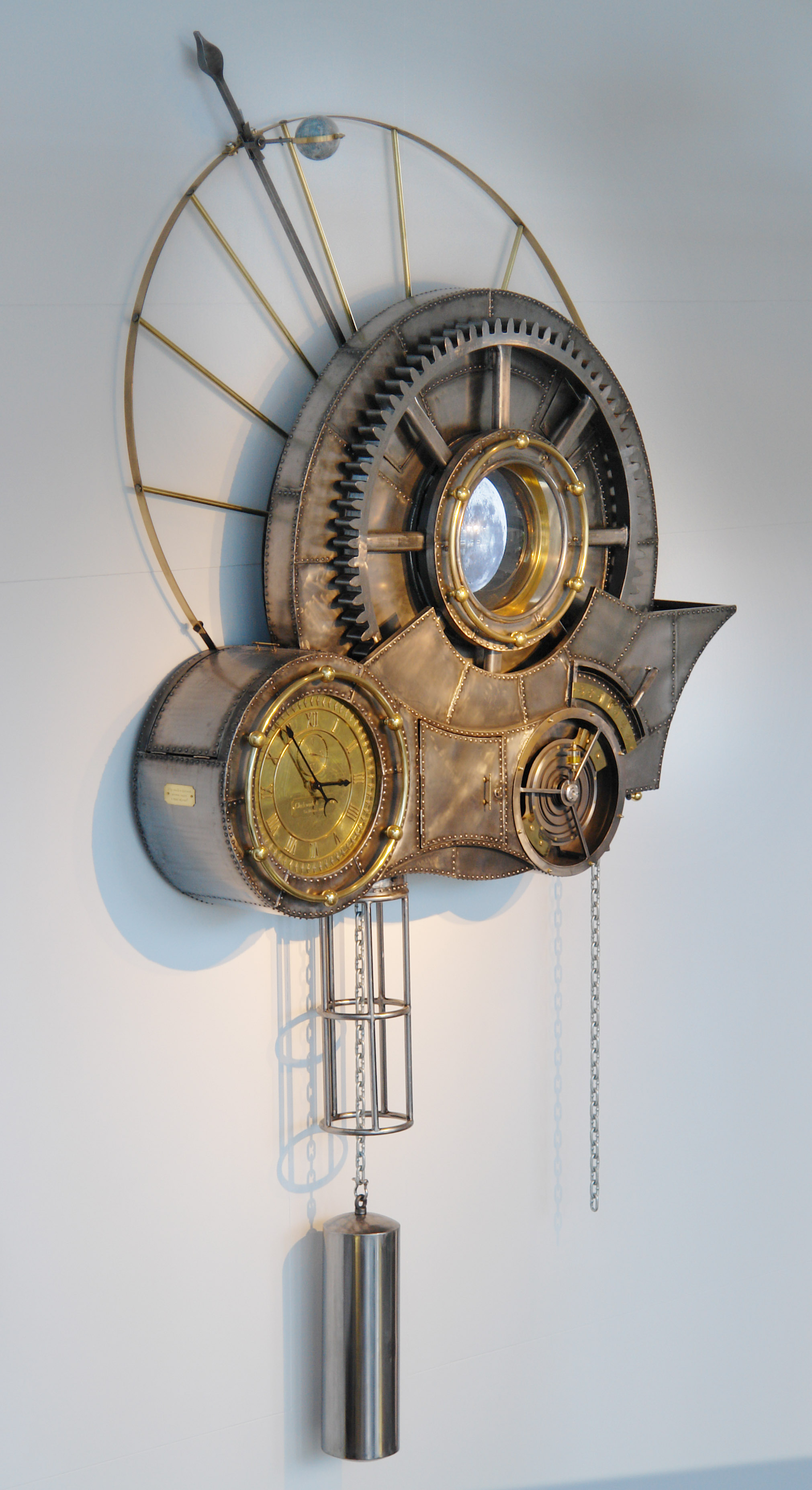
Escultura Clockwork Univers de Tim Wetherell a Questacon, Canberra, Austràlia (2009)

En la història de ciència, l'univers-màquina compara l'univers amb un rellotge mecànic. Fa tic-tac al llarg del temps, com una màquina perfecta, amb els seus engranatges governats per les lleis físiques, essent cada aspecte de la màquina previsible.

## Història
Aquesta idea fou molt popular entre deistes durant la Il·lustració, quan Isaac Newton va publicar les seves lleis del moviment, i va mostrar que paral·lelament a la llei de gravitació universal, podien explicar el comportament d'ambdós entorns: els objectes terrestres i el sistema solar.
Un concepte similar, retornant a Johannes de Sacrobosco i la seva primera introducció a l'astronomia del s.XIII: De sphaera mundi. En aquest text medieval àmpliament popular, Sacrobosco va parlar de l'univers com la machina mundi (la màquina del món), suggerint que l'eclipsi de Sol documentat als evangelis durant la crucifixió de Jesús, va ser un desordre dins l'ordre d'aquesta màquina.
Responent a Gottfried Leibniz, -un seguidor prominent de la teoria-, en la correspondència de Clarke a Leibniz, Samuel Clarke va escriure:
"La Idea que el Món és una Màquina gran, funcionant sense la Interposició de Déu, com el rellotge continua marcant el pas del temps sense l'assistència d'un rellotger; és la Idea del Materialisme i del Destí, i tendeix (sota la pretensió de fer de Déu una Supra-Intel·ligència del món), excloure la Providència i el Govern de Déu, en realitat, fora del Món."
El 2009 l'artista Tim Wetherell va crear una gran peça de paret pel Questacon (el centre de Ciència i Tecnologia Nacional de Canberra, Austràlia) representant el concepte de l'univers-màquina. Aquest peça d'art d'acer conté engranatges que es mouen, un rellotge que funciona, i una pel·lícula del terminador lunar.